# Open Secret
Open Secret è un film del 1948 diretto da John Reinhardt.
È un film poliziesco a sfondo drammatico statunitense con John Ireland, Jane Randolph e Sheldon Leonard.

## Trama
Ed Stevens, al telefono, afferma di volere tirarsi fuori da una non meglio definita spiacevole situazione, poi esce di casa.
Dopo lungo tempo egli avrebbe dovuto reincontrare a casa propria, dove l'aveva invitato, l'amico, ex-commilitone, nonché come lui appassionato di fotografia Paul Lester, di passaggio con la moglie Nancy, appena sposata, nella cittadina di Ed. Gli sposini arrivano, ma Ed è assente, e anche nei giorni successivi non compare; lo cerca anche il giornalista Larry Mitchell, che Ed aveva precedentemente contattato per passargli del materiale interessante, egualmente non meglio  specificato. Sarà il sergente di polizia Mike Frontelli, in seguito, a scoprire il cadavere di Ed, travolto da un camion ma assassinato in precedenza, come rivelano le indagini, e come era capitato già prima anche ad un altro vicino di casa.
La casa di Ed, dove al momento si trattengono Paul e Nancy, viene fatta oggetto di più di un tentativo di furto, mentre Paul conduce delle ricerche in proprio e viene a conoscere progressivamente una serie di loschi figuri dalle tendenze filonaziste, razziste e xenofobe - capeggiate da un misterioso signor Phillips - il cui intento è nientedimeno quello di epurare il quartiere dagli ebrei, o perlomeno da coloro che essi considerano tali. Un individuo preso di mira dai criminali è anche Harry Strauss, proprietario di un negozio di fotografia al quale Paul porta a sviluppare i rullini che ha impresso durante il suo soggiorno, nonché un altro, trovato a casa di Ed.
Le stampe delle fotografie di Ed mostrano alcuni dei componenti della banda nell'atto di compiere azioni criminose di stampo antisemita: nel tentativo di appropriarsi delle foto i delinquenti minacciano Paul, Nancy, e Strauss, al quale intimano di "tornarsene da dove è venuto" (ovvero – come risponde Strauss – "due isolati più in là"). I delinquenti infine rapiscono Paul, ma le fotografie non sono in suo possesso: egli le ha lasciate in custodia a Nancy. In ogni caso gli assassini (ormai riconosciuti come tali) decidono di eliminare Paul: egli, avendo visionato le immagini, sa troppo. Allo stesso modo essi avevano evidentemente ucciso Ed, che, inizialmente invischiato nei loro deliranti progetti, aveva tentato di staccarsene. Il deciso apporto di Strauss riesce a far intervenire la polizia che, alla fine, sgomina la banda.
Nancy è ben contenta di liberarsi delle penose fotografie consegnandole a Larry Mitchell che – a suo dire – le avrebbe pubblicate. Ma Mitchell non è altri che Phillips, il folle ispiratore della congerie di spiantati ormai consegnati alla giustizia. Il sergente Frontelli fa in tempo ad accorgersene, ad accorrere e – uccidendo Phillips - a salvare dall'imminente pericolo la donna. 

## Produzione
Il film, diretto da John Reinhardt su una sceneggiatura di Max Wilk, Henry Blankfort e John Bright con il soggetto di Ted Murkland e dello stesso Wilk, fu prodotto da Frank Satenstein per la Harry Brandt Productions e la Marathon Pictures e girato da metà agosto a fine agosto 1947 nei Motion Pictures Center Studios. Il film doveva originariamente essere diretto da Peter Maher.

## Distribuzione
Il film fu distribuito negli Stati Uniti dal 14 febbraio 1948 (première a New York il 31 gennaio) dalla Eagle-Lion Films.

## Critica
Il New York Times lo definì "dilettantesco, privo di tatto e incredibilmente mal interpretato".

## Promozione
La tagline è: "Dynamite Drama!...will smash you right between the eyes! ".